# Challenger de la Ciudad de Mexico
Il Challenger de la Ciudad de Mexico è stato un torneo professionistico di tennis giocato su campi in terra rossa. Faceva parte dell'ATP Challenger Series. Si è giocata una sola edizione, a Città del Messico in Messico.

## Albo d'oro

### Singolare
| Anno | Campione        | Finalista    | Punteggio     |
| ---- | --------------- | ------------ | ------------- |
| 1999 | Federico Browne | Gastón Etlis | 4–6, 7–6, 6–4 |

### Doppio
| Anno | Campioni                      | Finalisti                    | Punteggio |
| ---- | ----------------------------- | ---------------------------- | --------- |
| 1999 | Gastón Etlis Damian Furmanski | Paulo Taicher Andres Zingman | 6–4, 6–3  |